# 津市伊勢湾ヘリポート
津市伊勢湾ヘリポート（つしいせわんヘリポート）は、三重県津市雲出鋼管町に所在する公共用ヘリポートである。

## 概要
三重県防災航空隊、三重県警察航空隊が所在している。消防防災ヘリコプターは「みえ」、県警ヘリコプターは「いせ」である。
セコ・インターナショナルは2006年（平成18年）3月、ファーストエアートランスポートは、2008年（平成20年）2月に名古屋空港へ移転。
F1日本グランプリ（鈴鹿サーキット）等で報道ヘリコプターなどが度々飛来している。また、名古屋空港（小牧）から中部国際空港（セントレア）へ移転の際、中継ヘリポートとして24時間稼働した。
販売燃料は JET-A1。アブガスについては販売を行っていない。
株式会社伊勢湾ヘリポートが津市の指定管理者として管理を受託している。

## 見学会
2010年（平成22年）と2012年（平成24年）8月25日の2度、見学会を実施している。2012年の見学会では、防災ヘリ「みえ」・県警ヘリ「いせ」とドクターヘリの3機の飛行・着陸訓練の模様や機体内部の紹介などが行われた。